# Карпобротус съедобный
Карпобро́тус съедо́бный (лат. Carpobrótus édulis) — вид растений рода Карпобротус, семейства Аизовые, происходящее из Южной Африки, где его плоды местные жители издавна употребляют в пищу.

## Описание

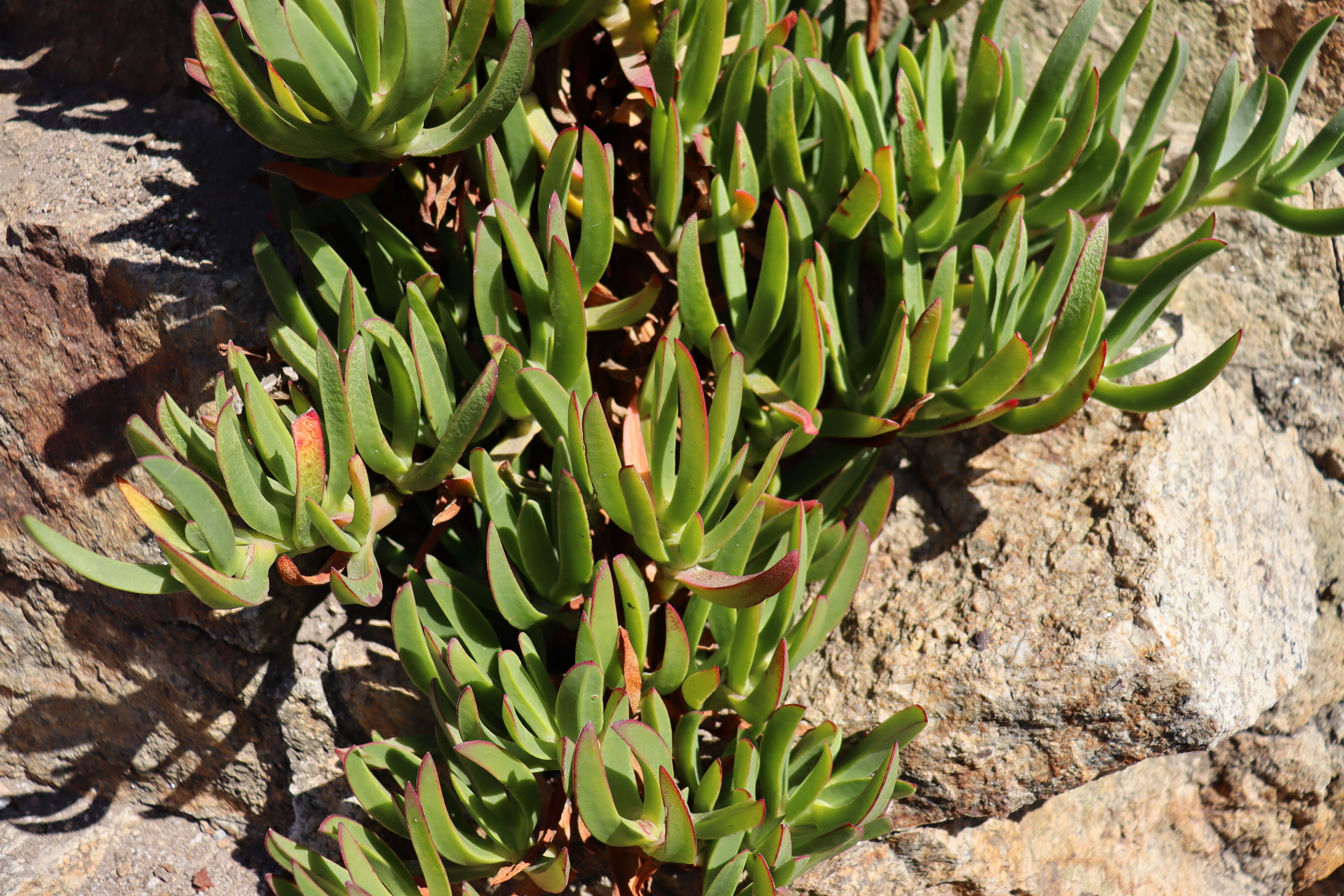
Остроконечные листья

Крепкий, стелющийся многолетник, укореняющийся в узлах и образующий плотные ковры. Сочные горизонтальные стебли изгибаются вверх в точке роста. Листья сочные, скученные вдоль стебля, размером 60-130 х 10-12 мм, остроконечные, треугольные в поперечном сечении, меняют цвет от желтоватого до травяно-зеленого, с возрастом становятся красноватыми.
Цветки одиночные, 100-150 мм в диаметре, желтые, переходящие в бледно-розовые, цветут преимущественно в конце зимы-весны (август-октябрь). Они открываются утром при ярком солнечном свете и закрываются на ночь. В центре цветка видны множество тычинок, окружающих рыльце.
Плоды мясистые, невскрывающиеся, съедобные, диаметром 35 мм, при созревании становятся желтыми и ароматными. Наружная стенка плода с возрастом становится желтоватой, морщинистой и кожистой. Семена погружены в липкую, сладкую, желеобразную слизь. Плоды можно есть свежими, они имеют сильный, вяжущий, соленый, кислый вкус. Они не такие вкусные, как у более сладких Carpobrotus acinaciformis и Carpobrotus deliciosus.

## Распространение и экология

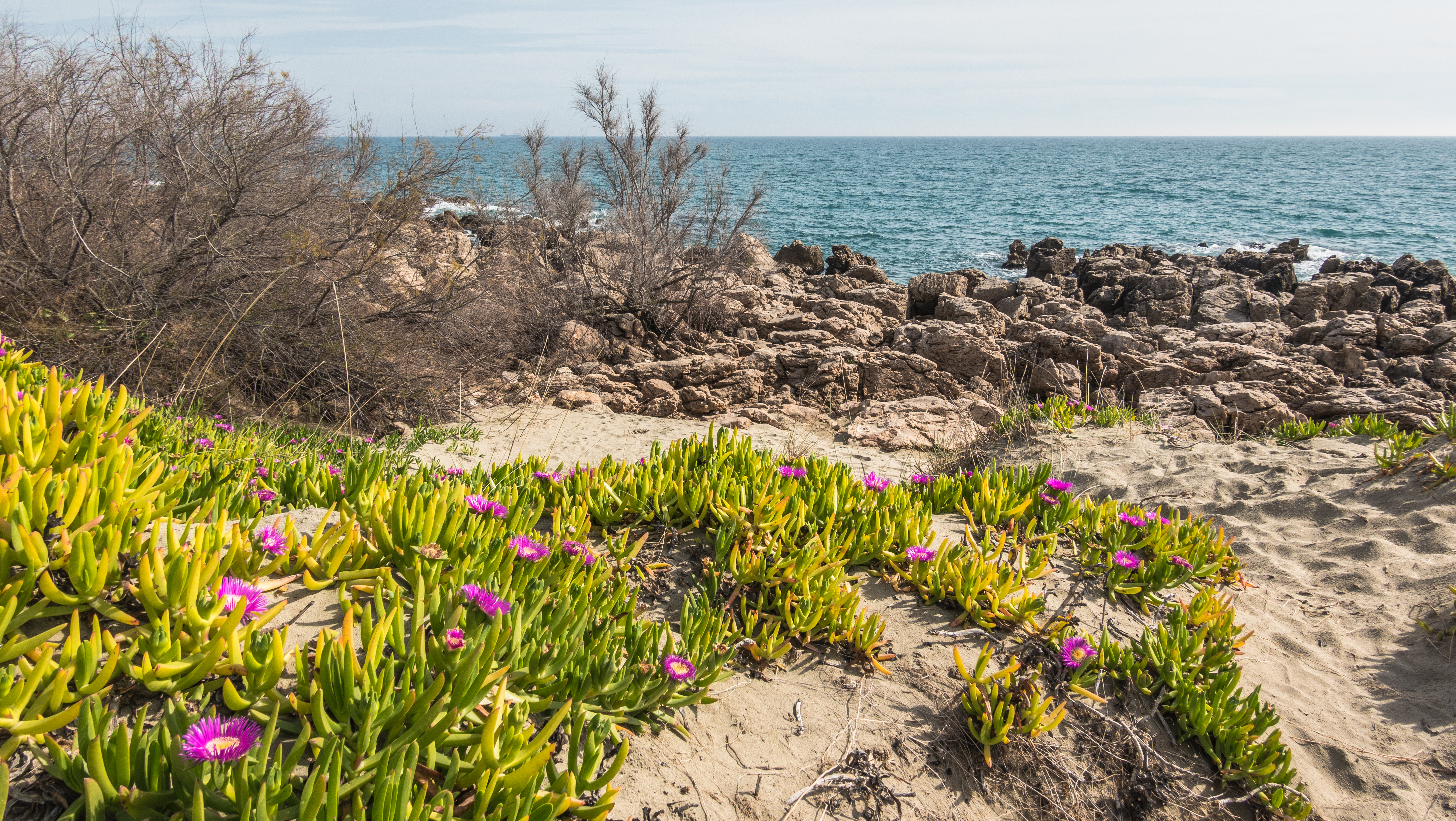
Сет, Франция

Карпобротус съедобный растет на прибрежных и внутренних склонах Намакваленда.
Он также интродуцирован в Средиземноморье, Австралии и в Калифорнии. В некоторых местах он одичал и превратился в агрессивный сорняк. Это стало возможно благодаря его способности образовывать сплошные заросли и вытеснять местную флору. Однако в засушливых районах это растение насаждается для сдерживания эрозии почв.
Листья этого растения служат пищей для черепах. На скоплениях карпобротусов можно встретить слоеных гадюк и других змей, таких как капская кобра, которые охотятся на мелких грызунов, привлекаемых плодами. Цветки опыляются одиночными пчелами, медоносными пчелами, пчелами-плотниками и различными видами жуков. Антилопы и бабуины питаются цветами. Комки растения служат убежищем для улиток, ящериц и сцинков. Плоды также являются пищей для бабуинов, грызунов, дикобразов, антилоп и людей, которые также рассеивают семена растения.

## Таксономия
Carpobrotus edulis (L.) N.E.Br., первое упоминание в E.P.Phillips, Gen. S. Afr. Fl. Pl.: 249 (1926).

### Синонимы
Гомотипные (основанные на одном и том же номенклатурном типе):
- Abryanthemum edule (L.) Rothm. (1941)
- Mesembryanthemum edule L. (1759)

### Подвиды
Подтвержденные подвиды по данным сайта Plants of the World Online на 2023 год:
- Carpobrotus edulis subsp. edulis
- Carpobrotus edulis subsp. parviflorus Wisura & Glen, имеет более мелкие цветки, достигающие всего 5 см в диаметре[1].

## Применение
Карпобротус съедобный — легко выращиваемый суккулентный почвопокровное растение, идеально подходящий для садов, не требующих особого ухода и полива.